# Franco Selvaggi
Franco Selvaggi (Pomarico, Provincia de Matera, Italia, 15 de mayo de 1953) es un exfutbolista y director técnico italiano. Se desempeñaba en la posición de delantero.

## Selección nacional
Fue internacional con la selección de fútbol de Italia en 3 ocasiones. Debutó el 19 de abril de 1981, en un encuentro amistoso ante la selección de Alemania que finalizó con marcador de 0-0.

### Participaciones en Copas del Mundo
| Mundial                        | Sede   | Resultado |
| ------------------------------ | ------ | --------- |
| Copa Mundial de Fútbol de 1982 | España | Campeón   |

## Clubes

### Como futbolista
| Club                  | País   | Año       |
| --------------------- | ------ | --------- |
| Ternana Calcio        | Italia | 1972-1973 |
| A. S. Roma            | Italia | 1973-1974 |
| Ternana Calcio        | Italia | 1974      |
| Taranto Sport         | Italia | 1974-1979 |
| Cagliari Calcio       | Italia | 1979-1982 |
| Torino F. C.          | Italia | 1982-1984 |
| Udinese Calcio        | Italia | 1984-1985 |
| Inter de Milán        | Italia | 1985-1986 |
| Sambenedettese Calcio | Italia | 1986-1987 |

### Como entrenador
| Club             | País   | Año       |
| ---------------- | ------ | --------- |
| F. C. Catanzaro  | Italia | 1992-1993 |
| Taranto Sport    | Italia | 1994      |
| F. C. Matera     | Italia | 1996      |
| Castel di Sangro | Italia | 1998      |
| F. C. Crotone    | Italia | 2002      |

## Palmarés

### Copas internacionales
| Título                 | Club                | País   | Año  |
| ---------------------- | ------------------- | ------ | ---- |
| Copa Mundial de Fútbol | Selección de Italia | España | 1982 |